# Diacritinae
Diacritinae sind eine kleine Unterfamilie der Schlupfwespen. Es sind derzeit nur sieben Arten in drei Gattungen bekannt. In Deutschland und Europa ist nur eine Art, Diacritus aciculatus, nachgewiesen.

## Morphologie
Diacritinae sind mittelgroße Schlupfwespen mit einer Körperlänge von ca. 6 bis 12 mm, der Vorderflügel ist ca. 5 bis 8,5 mm lang. Die Grundfarbe ist schwarz mit mehr oder weniger ausgeprägter heller Zeichnung. Der Ovipositor ist relativ lang. Der Clypeus ist flach, das erste Segment des Metasoma ist zylindrisch und relativ lang. Im Vorderflügel ist mittig eine kleine dreieckige Zelle (Areola).

## Lebensweise
Über die Lebensweise ist nichts bekannt, sie sind sicher wie die anderen Schlupfwespen Parasitoide. Die europäische Art kann stellenweise in feuchten Waldgebieten häufig sein.

## Systematik
Die Gattungen der Diacritinae wurden als Tribus zu den Pimplinae gestellt, aber sie gelten jetzt als eigene Unterfamilie und gehören in die Pimpliformes. Sie sind vermutlich mit den Acaenitinae, Collyriinae, Cylloceriinae, Diplazontinae und Orthocentrinae näher verwandt. Aber genaueres ist nicht bekannt, unter anderem da man weder die Biologie noch die Larven kennt.
Gattungen und Arten:
- Diacritus
  - D. aciculatus (Ost- und Westpalaearktis, unter anderem: D, A, F, NL, GB, Italien, Belgien[7])
  - D. incompletus (Japan, Russland, Korea[8])
  - D. muliebris (Kanada, USA)
- Daschiana
  - D. preclara (Kanada, USA)
- Ortholaba
  - O. laevis (China, Korea[8])
  - O. tenuis (Japan, Russland)